# Мобил Сити (Тексас)
Мобил Сити (енгл. Mobile City) град је у америчкој савезној држави Тексас. По попису становништва из 2010. у њему је живело 188 становника.

## Демографија
Према попису становништва из 2010. у граду је живело 188 становника, што је 8 (4,1%) становника мање него 2000. године.
| Група             | 2000.       | 2010.       |
| Белци             | 81 (41,3%)  | 35 (18,6%)  |
| Афроамериканци    | 5 (2,6%)    | 3 (1,6%)    |
| Азијати           | 0 (0,0%)    | 0 (0,0%)    |
| Хиспаноамериканци | 107 (54,6%) | 146 (77,7%) |
| Укупно            | 196         | 188         |